# 삼성 이터니티
삼성 이터니티(Samsung Eternity, Samsung A867)은 삼성전자가 2008년 11월에 출시한 휴대 전화이다.